# Leptolaelaps
Leptolaelaps es un género de ácaros perteneciente a la familia Leptolaelapidae.

## Especies
- Leptolaelaps Berlese, 1918
- Leptolaelaps elegans Berlese, 1918
- Leptolaelaps longicornea Karg, 1978
- Leptolaelaps reticulatus Evans, 1957